# Plagiochila hamulispina
Plagiochila hamulispina là một loài rêu trong họ Plagiochilaceae. Loài này được Herzog mô tả khoa học đầu tiên năm 1930.